# Syskesläktet
Syskesläktet (Stachys), syskor, är ett växtsläkte med cirka 300 arter i familjen kransblommiga växter. De förekommer naturligt i Europa, Afrika, Asien, Australien och Nordamerika. Ett flertal arter förekommer naturligt eller som förvildade i Sverige, andra odlas som trädgårdsväxter. Korogi (S. affinis) odlas som rotfrukt.
Släktet består av ett- till fleråriga örter, halvbuskar eller buskar upp till 1 meters höjd. Bladen är enkla, helbräddade eller tandade.
De röda, purpurfärgade, rosa, vita eller gula blomställningarna är toppställda eller kommer fram i bladvecken, de är uppbyggda som ax eller klasar. Blommorna sitter två eller fler i kransar. Stödbladen kan vara bladlika eller tillbakabildade. Fodret har fem tänder, ofta likformiga, men ibland är fodret tvåläppigt eller osymmestriskt. Kronan är tvåläppig, de övre läppen är ofta konkav eller bågformad, vanligen kortare än de undre läppen. Den undre läppen är treflikig. Ståndarna är fyra. Pistillen är ensam och tvådelad.
Växtsläktet inkluderar sammanlagt cirka 300 arter. Beroende på art, växer de i tempererade, subtropiska eller tropiska regioner.

## Arter (urval)
- Gulsyska
- Knölsyska
- Stinksyska
- Åkersyska
- Koregi
- Lammöron

Ibland inkluderas även betonikor till växtsläktet syskor. Däremot inplaceras arten bosyska till det separata släktet Ballota i familjen kransblommiga växter.